# シューアル・ライト
シューアル・グリーン・ライト（Sewall Green Wright, 1889年12月21日 - 1988年3月3日）はアメリカ合衆国の遺伝学者。ロナルド・フィッシャー、J・B・S・ホールデンとともに集団遺伝学の数理的理論を基礎づけたことで知られる。

## 経歴
マサチューセッツ州メルローズに生まれる。ハーバード大学にて、遺伝学者ウィリアム・アーネスト・キャッスル（William Ernest Castle）のもとモルモットの皮色の生理遺伝学的研究を行うとともに近親交配の数学的理論の研究を始めた。その後、アメリカ合衆国農務省に勤務し、これらの研究をさらに深めた。この間に経路分析（Path analysis ）と呼ばれる統計学的分析法を発案した。その後1926年にシカゴ大学教授、1955年からはウィスコンシン大学マディソン校の教授を務めた。
功績としては、近交係数とF統計量 (英語: F-statistics) の開発が挙げられる。

## 受賞歴
- 1947年 - ウェルドン記念賞
- 1966年 - アメリカ国家科学賞
- 1980年 - ダーウィン・メダル
- 1982年 - トーマス・ハント・モーガン・メダル